# Diana Maggi
Graziosa Maggi (Milán, 10 de junio de 1925 - Buenos Aires, 15 de setiembre de 2022)
 fue una actriz argentina de origen italiano que realizó su carrera en Argentina y España.

## Biografía
Llegó a la Argentina a los tres años en 1928. Al poco tiempo inició su carrera integrando la ópera Aída, en el ballet infantil del Teatro Colón. 
En 1938 debutó en cine como extra en Mujeres que trabajan, de Manuel Romero, con Niní Marshall, Tito Lusiardo, Mecha Ortiz y Sabina Olmos. En 1943 tuvo un pequeño papel en Las sorpresas del divorcio, donde figuró como Diana Mayer, y ese año intervino en Frontera Sur, que si bien figura en los títulos, su aparición está suprimida.
Se consagró en 1950, cuando filmó cinco películas, destacándose en Nacha Regules, con Zully Moreno y Arturo de Córdova, por la que obtuvo premios como Mejor Actriz de Reparto en Argentina y en el segundo Certamen Hispano Americano de Cine en España. Luego tuvo roles más destacados como en Fuego sagrado, donde actuó junto a Francisco de Paula y acompañó a Enrique Santos Discépolo en El hincha y a Miguel de Molina en Esta es mi vida. En 1953 protagonizó La Tigra, que se estrenó once años después debido a que estuvo censurada.
A fines de la años 1950 se radicó en España, donde filmó varias películas e hizo teatro. A principios de la década siguiente regresó a la Argentina y participó en la obra Vamos a contar mentiras, y fue un éxito. 
En la década de 1960 se destacó en filmes como Placeres conyugales, Nadie oyó gritar a Cecilio Fuentes y Hotel alojamiento. Incursionó en el teatro de revistas. 
En 1982 intervino en su último filme Esto es vida, de Fernando Siro, que no se estrenó. 
En 2018 luego de mucho tiempo de no verla ni oírla brindó una entrevista radial como invitada en el programa "Mano a mano con Monserrat".

### Premios
En 1974 recibió un Premio Martín Fierro como mejor actriz.
En 1981 recibió el Diploma al Mérito de los Premios Konex como una de las mejores Actrices de comedia de la Argentina.

### Teatro
En teatro participó en obras como Si Eva se hubiese vestido, en el Teatro Astral, Petit Café, en el Teatro Gran Splendid, La Muchachada del Centro, de Ivo Pelay, La Historia de la Guita, con Ulises Dumont y Juan Carlos Dual (con quien terminaría casándose), Los Tres Mosqueteros gitanos, en el Teatro Smart, Buenos Aires de Ayer, con Lalo Malcolm Rascacielos, con cuadros musicales de Enrique Dumas, entre otras.
En 1998 hizo El Conventillo de la Paloma, de Alberto Vacarezza (con Beatriz Bonet, María Rosa Fugazot, María Leal, Elena Lucena, Mario Alarcón, Rafael Carret, Onofre Lovero, Aldo Bigatti, Mario Labardén, Tony Spina, Pachi Armas, Néstor Ducó y Rubén Stella).

### TV
Realizó sus últimas actuaciones en 1996 y 1999 en los ciclos Los ángeles no lloran, por Canal 9 y Buenos vecinos, por Telefé, manteniéndose hasta 2001 en el aire.

### Vida privada
Tuvo una relación sentimental con el actor español Ismael Merlo. Desde 1976 convivía con el actor argentino Juan Carlos Dual (1933-2015), con quien actuó. Vivían en un departamento en calle Belgrano, cerca de la avenida Nueve de Julio (en el centro de Buenos Aires).

## Filmografía
- 1938: Mujeres que trabajan (extra, como chica trabajadora)
- 1943: Frontera Sur
- 1943: Las sorpresas del divorcio
- 1948: La calle grita
- 1949: Alma de bohemio
- 1949: De padre desconocido
- 1949: La doctora quiere tangos
- 1950: Campeón a la fuerza
- 1950: El morocho del Abasto (La vida de Carlos Gardel)
- 1950: El otro yo de Marcela
- 1950: Fuego sagrado
- 1950: Nacha Regules
- 1951: Concierto de bastón
- 1951: El complejo de Felipe
- 1951: El hincha
- 1952: Ésta es mi vida
- 1952: Mi noche triste
- 1952: Sala de guardia
- 1953: La Tigra
- 1953: La voz de mi ciudad, con Mariano Mores
- 1953: Una ventana a la vida
- 1955: La delatora
- 1957: La sombra de Safo
- 1957: Los ángeles del volante (España)
- 1964: Placeres conyugales o Las mujeres los prefieren tontos (dirigida por Luis Saslavsky).
- 1965: Nadie oyó gritar a Cecilio Fuentes
- 1965: Viaje de una noche de verano
- 1966: Hotel alojamiento
- 1969: ¡Qué noche de casamiento!
- 1970: El extraño del pelo largo
- 1971: Vuelvo a vivir...vuelvo a cantar, con María Leal, Ubaldo Martínez y los grupos Banana, Trocha Angosta y Pintura Fresca.
- 1975: La película
- 1982: Esto es vida (no estrenada comercialmente)

## Televisión
Participó en ciclos televisivos como:
- 1951: Petit Café, junto a Juan Carlos Thorry, Analía Gadé, Darío Garzay y el ballet de Mercedes Quintana.
- 1965: Show Standard Electric, exitoso ciclo de Canal 11 con Mecha Ortiz
- 1968/1973: Viernes de Pacheco
- 1966/1971: Domingos de mi ciudad
- 1967/1968: Mujeres en presidio, por Canal 9 con guiones de Alberto Migré
- 1968/1971: Sábados de la Bondad
- 1970: Domingos de Teatro Cómico
- 1970: El Ojal
- 1970: Musicalísimo
- 1971: Teatro 13
- 1971/1972: La Escopeta
- 1972: La Bocina
- 1973: Teatro como en el Teatro
- 1973/1974: Porcelandia con Jorge Porcel
- 1977:  La multifamilia, protagonizada junto a su esposo Juan Carlos Dual.
- 1980: Mancinelli y familia.
- 1982: Como en el Teatro
- 1983-1987: Matrimonios y algo más, donde hacía el recordado personaje de «La Vieja Loló»
- 1987/1990: Las Gatitas y Ratones de Porcel
- 1990: Las Bebitas y los Bebotes de Porcel
- 1991: Manuela
- 1991/1992: Los Libonatti
- 1993: Alta Comedia
- 1993/1996: Ta Te Show
- 1995: Poliladron, junto a Adrián Suar y Laura Novoa.
- 1996: Los ángeles no lloran
- 1999/2001: Buenos vecinos[7]

## Discografía
- Mi Platerito. VINTAGE MUSIC.